# Raw (seriál)
Raw je irský televizní seriál, který v letech 2008–2013 vysílala irská veřejnoprávní televize RTÉ. Odvysíláno bylo celkem pět sezón po šesti dílech.

## Charakteristika
Středobodem dění je fiktivní restaurace Raw v irské metropoli Dublin a osudy jejích zaměstnanců.
První sezóna měla šest epizod vysílaných na RTÉ Two od září 2008 a druhá sezóna byla vysílána na RTÉ One od ledna 2010. Třetí sezóna byla zahájena v lednu 2011 na stejném kanálu. Sezóna 4 byla vysílána na RTÉ One od ledna 2012. Poslední, pátá sezóna začala na RTÉ One v lednu 2013 a skončila v únoru 2013.

## Česká stopa
Jednou z postav je český imigrant Pavel Rebien, kterého ztvárnil Kryštof Hádek. Mladý, naivní gay přijíždí do Irska za prací a v restauraci získá místo číšníka. Zamiluje se do zdejšího kuchaře Geoffa a společně tvoří pár. Později plánují otevřít novou restauraci v Praze, ale Pavel ve 4. sérii umírá. Původně zamýšlená postava měla pocházet z Polska, odkud přichází mnoho zahraničních pracovníků, ale protože oslovení polští herci odmítli roli homosexuála, byl vybrán Kryštof Hádek a postava byla změněna z Poláka na Čecha.

## Přehled postav v roce 2013
| Postava        | Herec                | Sezóna |
| -------------- | -------------------- | ------ |
| Shane Harte    | Keith McErlean       | 1–5    |
| Jojo Harte     | Charlene McKenna     | 1–5    |
| Geoff Mitchell | Damon Gameau         | 1–5    |
| Fiona Kelly    | Aisling O'Sullivan   | 2–5    |
| Kate Kelly     | Kelly Gough          | 2–5    |
| Maeve Harte    | Ger Ryan             | 2–5    |
| Emma Kelly     | Tara Lee             | 4–5    |
| Philip         | Sam Keeley           | 4–5    |
| Dan Kelly      | Dermot Crowley       | 4–5    |
| Zoe            | Amy Manson           | 5      |
| Max            | Cristian Solimeno    | 5      |
| Des Harte      | Mark Lambert         | 5      |
| Brian          | Dermot Murphy        | 5      |
| Pavel Rebien   | Kryštof Hádek        | 1–4    |
| Mal Martin     | Michael Colgan       | 1      |
| Tanya Martin   | Shelley Conn         | 1      |
| Bobby Breen    | Liam Garrigan        | 1–3    |
| Rebecca Marsh  | Dominique McElligott | 1      |
| Dylan          | Paul Reid            | 2–3    |
| Tiny           | James Akpotor        | 1–3    |
| Selena         | Montserrat Lombard   | 4      |
| Ed             | Brian Doherty        | 4–5    |
| Jay            | Nick Lee             | 2      |
| Anthony        | Michael Malarkey     | 5      |